# Zsolt Bor
Zsolt Bor, madžarski fizik, * 1949.